# 三峰山 (群馬県)
三峰山（みつみねやま）は、群馬県みなかみ町と沼田市にまたがる標高1,123mの山。他地域の三峰山と区別するため上州三峰山とも呼ばれる。

## 概要
北から、後閑峰、吹返峰、追母峰の名前を有した峰が3つある。北端の後閑峰が最高地点である。山体は南北に長くまた起伏が小さい山稜を持ち、方向によってはテーブル状の山容に見える。
三峰山の地質は、中腹から下がおよそ1,100万年前の大火砕流による堆積物で「三峰山層」と呼ばれ、上部がおよそ700万年前の大火砕流による「利根溶結凝灰岩」である。
山体の南部に灌漑用の三峰沼、南端に河内神社やパラグライダーの離陸場がある。また農業用道路「利根沼田望郷ライン」の三峰山トンネルが東西に貫通している。
登山面では、山と渓谷社によって関東百名山の一つに選定されている。南北の山稜に登山道があり、山頂の後閑峰からは北西方向に谷川岳が望める。

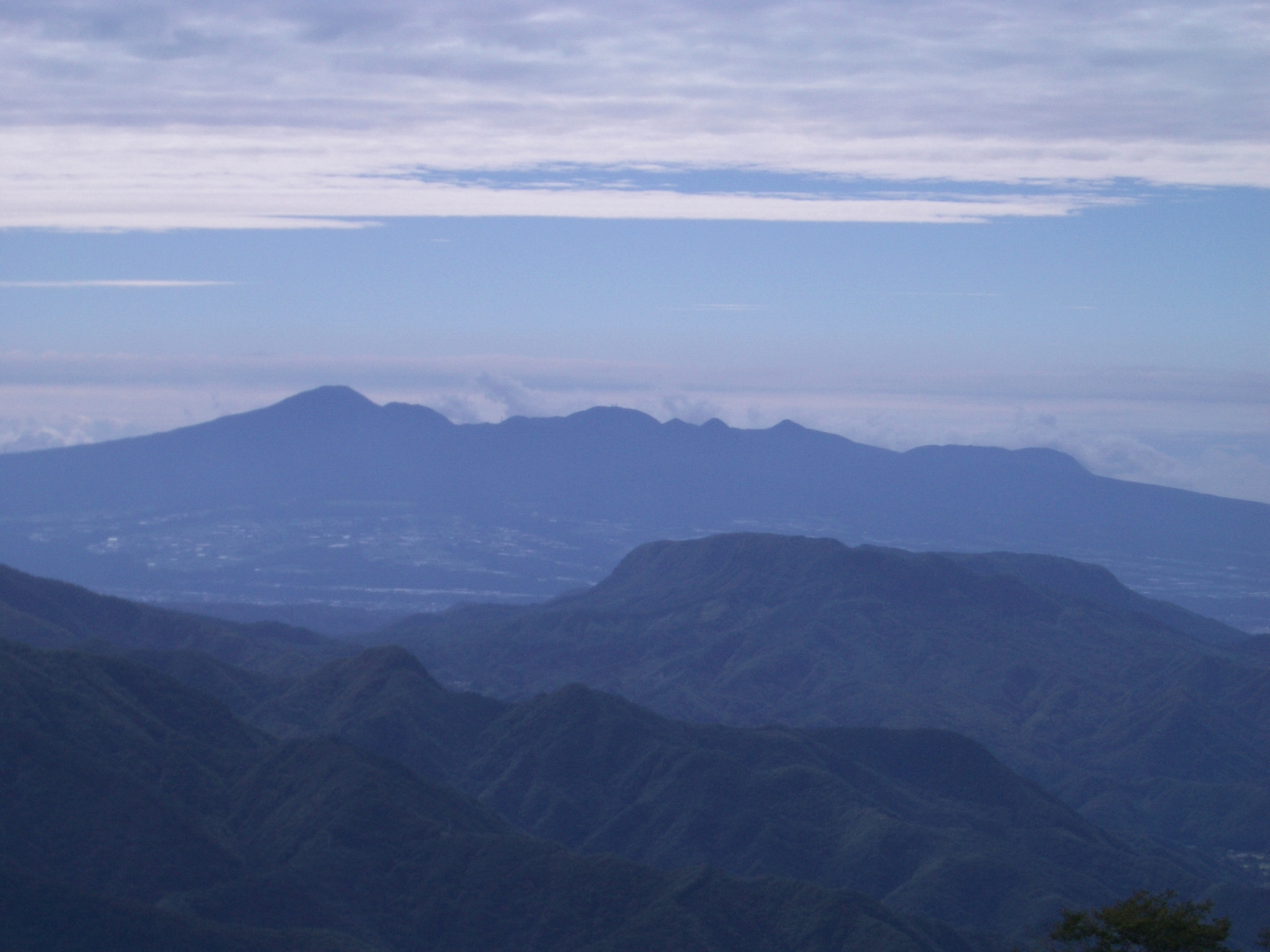
北北西に位置する谷川岳から見た三峰山（右）。奥は赤城山。

## ギャラリー

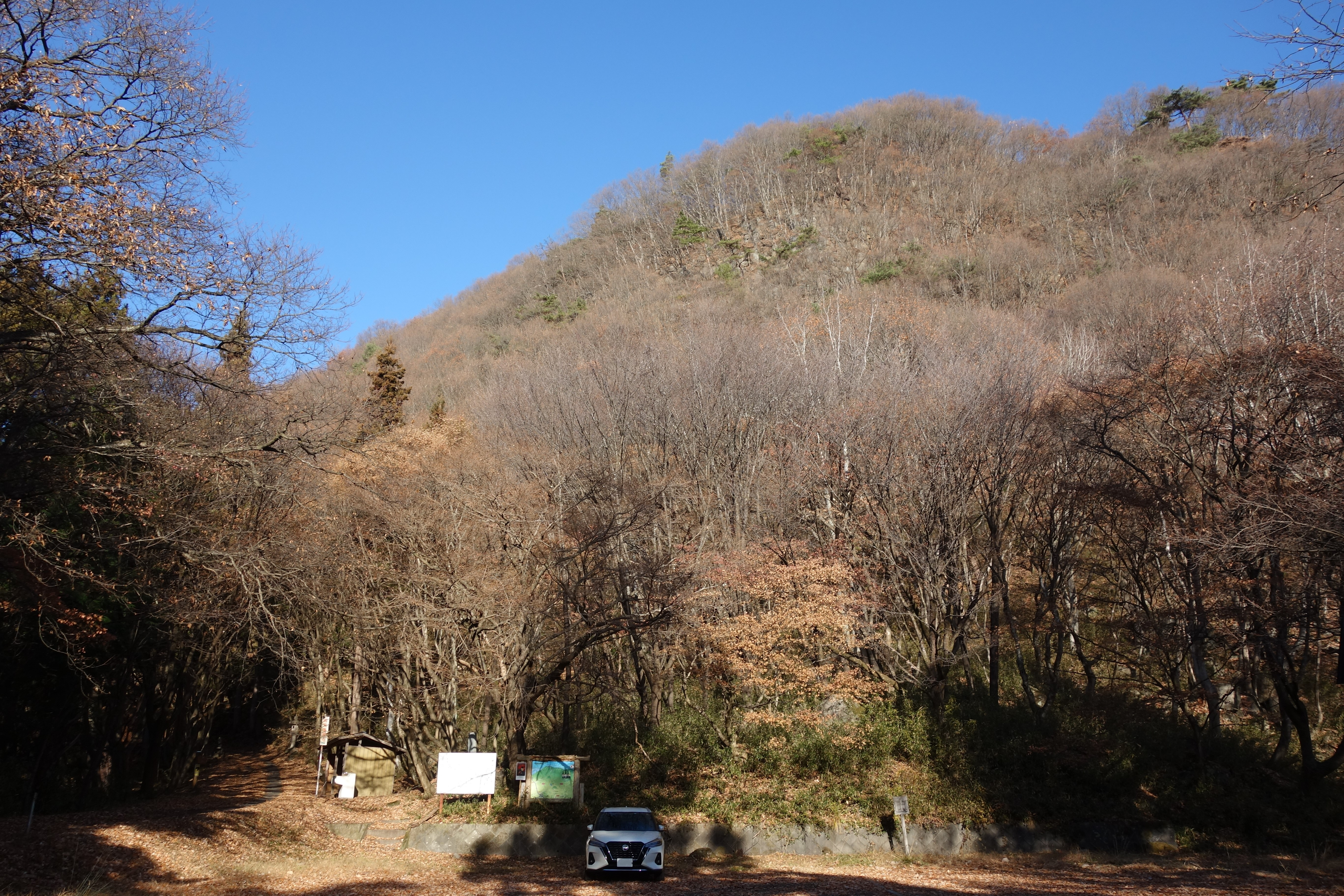
河内神社登山口
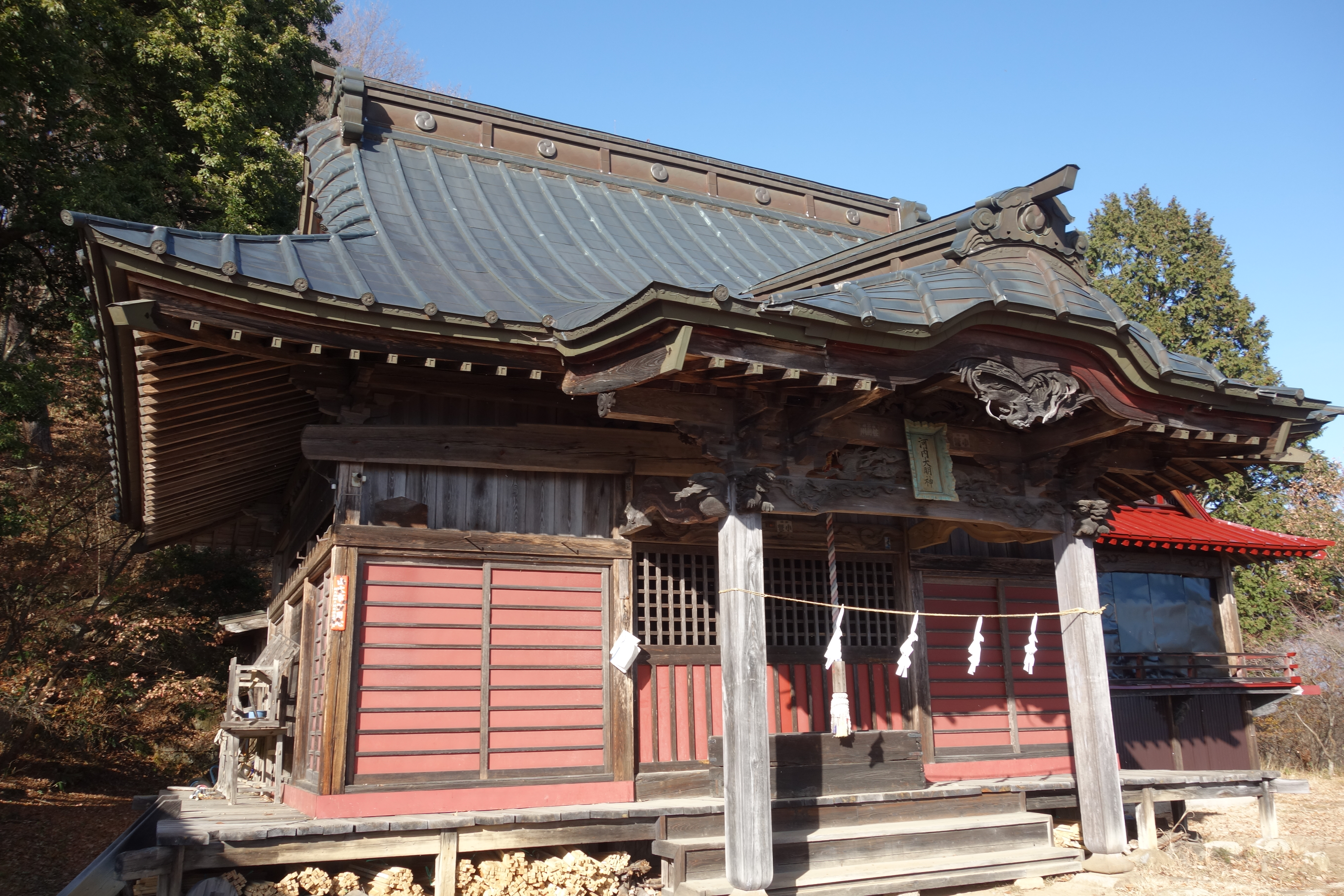
河内神社
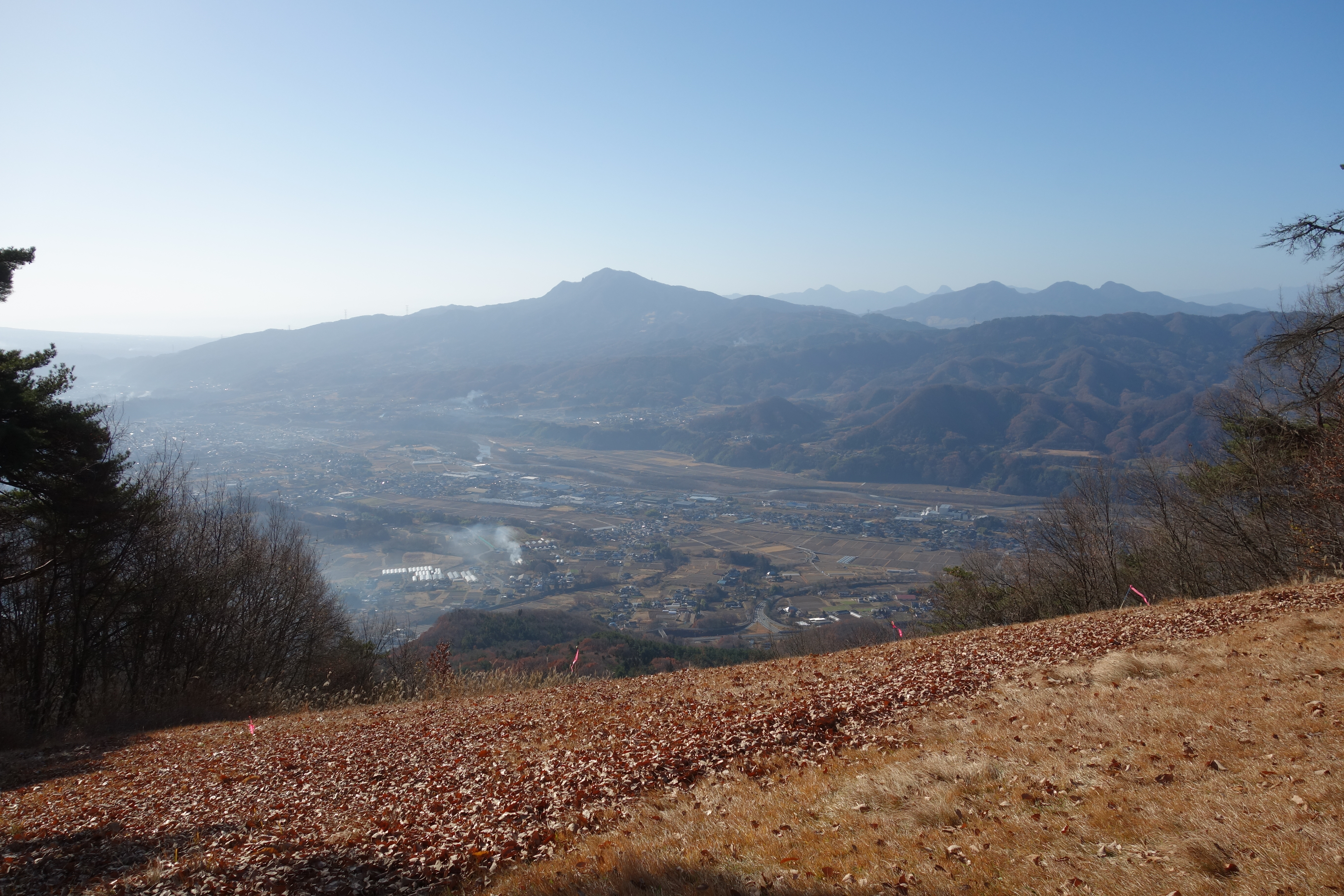
パラグライダー離陸場からの子持山や小野子山
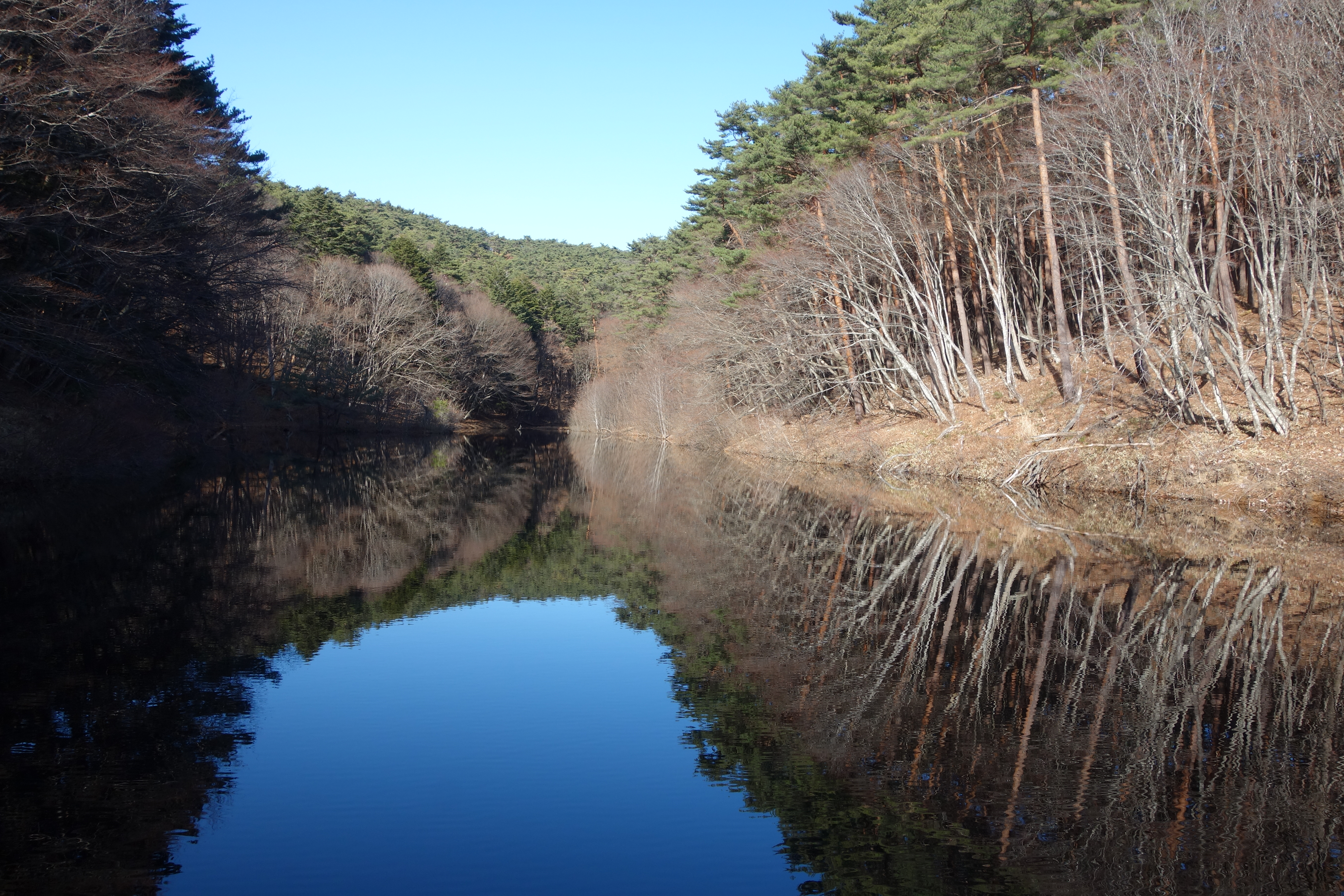
鏡のような幻想的な三峰沼
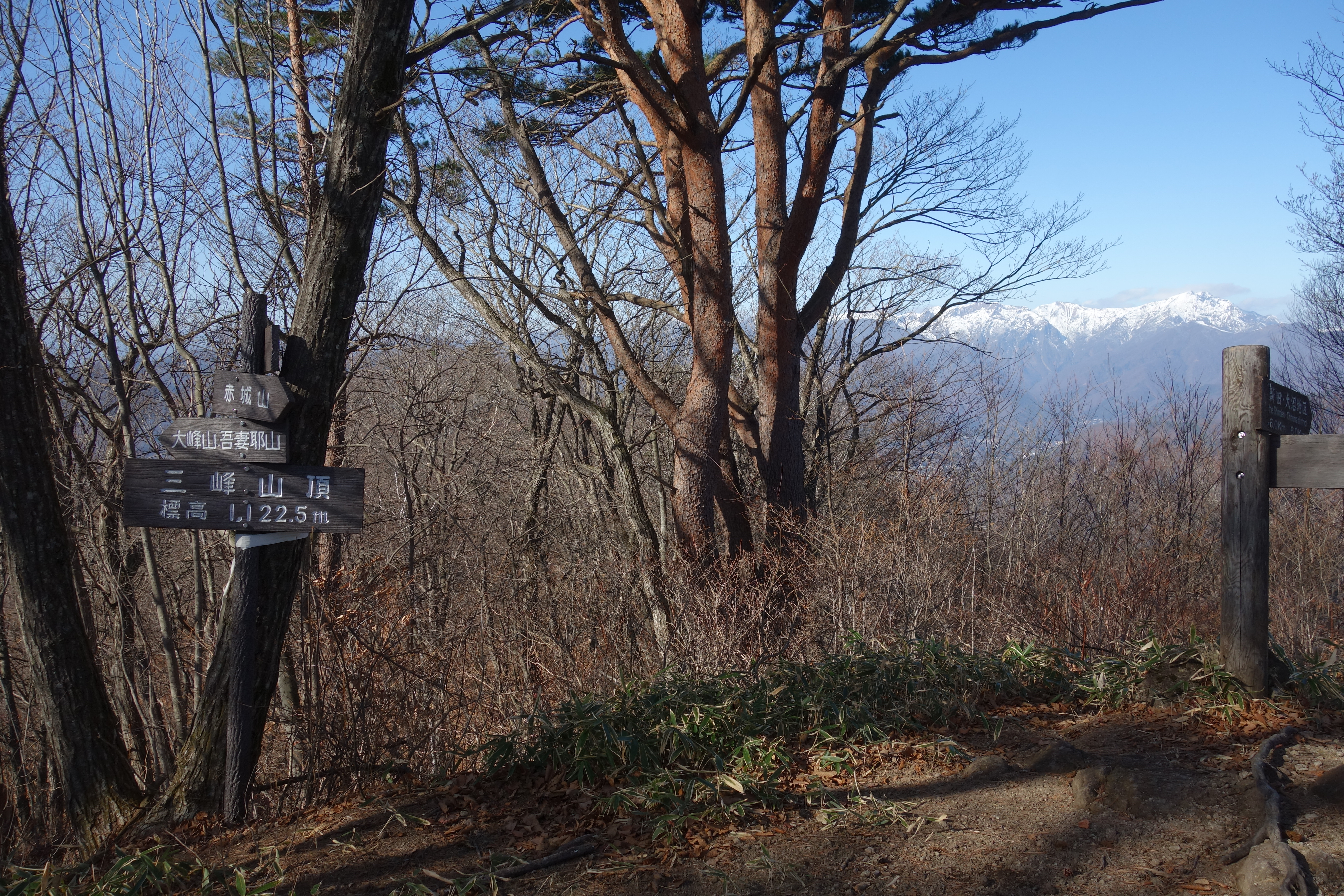
三峰山山頂
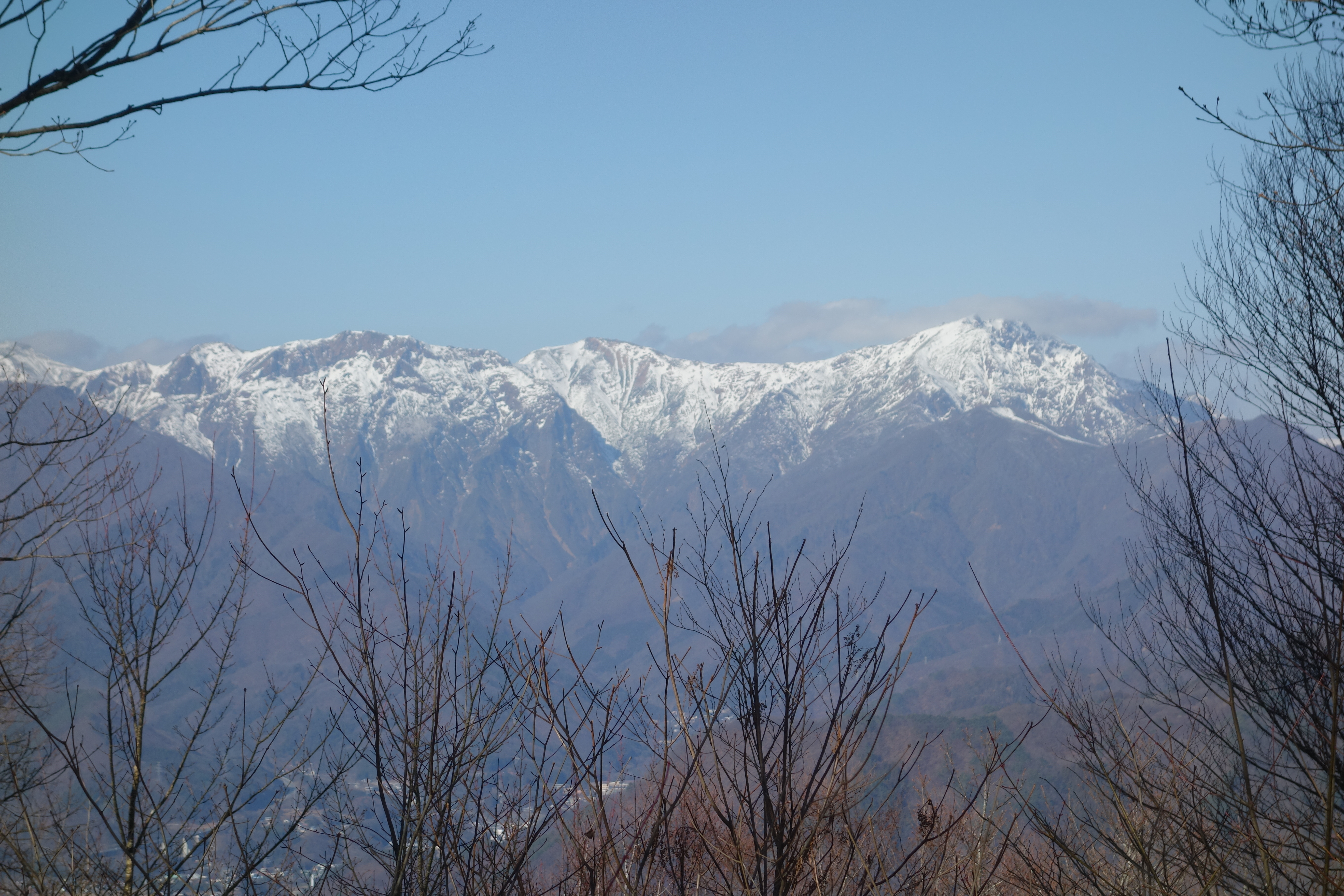
三峰山から谷川岳を望む